# Mart (Teksas)
Mart je grad u američkoj saveznoj državi Teksas. Prema popisu stanovništva iz 2010. u njemu je živjelo 2.209 stanovnika.